# قطعنامه ۱۴۶۹ شورای امنیت
قطعنامه ۱۴۶۹ شورای امنیت سازمان ملل متحد که در تاریخ ۲۵ مارس ۲۰۰۳ تصویب شد، سندی بین‌المللی دربارهٔ بررسی وضعیت صحرای غربی است. این قطعنامه طی نشست ۴۷۲۵ام با ۱۵ رای موافق، ۰ مخالف و ۰ ممتنع تصویب شد.